# 全球南方发展杂志
全球南方发展杂志（Global South Development Magazine，简称GSDM）是一份专注于国际发展问题的在线杂志，受公民新闻理念启发，重点报道发展中国家的发展议题。2010年至2015年间，GSDM由芬兰的非营利发展媒体组织Silver Lining Creation作为季刊出版。自2018年起，杂志由总部位于赫尔辛基的媒体组织Global South Media Action出版，该组织还运营在线教育平台UniDevv （页面存档备份，存于） 。

## 历史
该季刊的首期于2010年3月出版，封面专题聚焦哥本哈根气候变化峰会。自此，后续期刊陆续出版，并可在线获取。2011年9月11日，杂志团队增加了一名助理编辑和多名特派记者。团队声称，自创刊以来，杂志在相对较短的时间内便获得了广泛好评，吸引了具有影响力的全球读者。GSDM免费分发。2012年，该杂志推出了独立网站，存档其已发表的文章和特别报道 。2013年，GSDM引入了“发展记者”的概念，旨在鼓励发展研究的学生和社区活动家撰写全球发展问题相关的文章。

## 团队
《全球南方发展杂志》由全球编辑团队运营。截至2012年6月，团队包括来自世界各地的40名专业志愿者。杂志设有一个执行编辑团队、五名地区编辑、一组特派记者和众多国家记者，确保广泛的全球覆盖和多样化的视角。 